# Les Boréades
Pour les articles homonymes, voir Boréades (homonymie).
Abaris ou les Boréades est une tragédie lyrique composée par Jean-Philippe Rameau, commandée par l’Opéra de Paris. L'œuvre est mise en répétition au printemps 1763, mais de toute évidence, abandonnée avant la première.
L’auteur du livret reste incertain, même s’il est souvent attribué à Louis de Cahusac, librettiste de nombreuses œuvres de Rameau, mais décédé quelques années auparavant.
Atteint de « fièvre putride » le 23 août 1764, Rameau meurt le 12 septembre. L’œuvre n'est ni représentée ni éditée en son temps.

## Création
Le 16 octobre 1964, l’ORTF donne une première diffusion radiophonique — incomplète. La première exécution intégrale, en concert, a lieu à Londres, le 14 avril 1975, dirigée par John Eliot Gardiner. Ce chef assure également la première représentation théâtrale lors du Festival d’Aix en Provence, le 21 juillet 1982, après plus de deux siècles d’oubli presque complet — dans une mise en scène de Jean-Louis Martinoty, qui à cette occasion obtient le Grand Prix de la meilleure production lyrique. Cette exhumation donne lieu à un enregistrement par la firme française Erato, sans le livret, du fait de l’embargo par l’éditeur, les éditions Stil, auquel la Bibliothèque nationale de France avait cédé les droits d'exploitation exclusifs, selon la loi qui régit les œuvres posthumes. En avril 2003, Les Boréades sont enfin créées à l’Opéra de Paris, dans un spectacle réglé par Robert Carsen, avec Barbara Bonney, Paul Agnew, Toby Spence (en), Laurent Naouri et Les Arts florissants, sous la direction de William Christie.
Parmi les chefs qui ont également cédé aux charmes de ce testament mystérieux, signalons Frans Brüggen, Roger Norrington (Londres 1986, concert), Simon Rattle (Birmingham 1993, concert ; Salzbourg 1999, en scène), Marc Minkowski (Lyon et Zurich 2004), Emmanuelle Haïm (Mulhouse et Strasbourg 2005), Václav Luks (Vienne, Moscou, Versailles, 2020, concert), Jordi Savall (avec Le Concert des Nations)..
D'une certaine manière, on peut considérer Les Boréades comme la dernière œuvre musicale majeure relevant de l’esthétique baroque, même si l'opéra se démarque fort des autres tragédies en musique de Rameau.

## Argument

### ActeI
Les Boréades ne comportent pas de prologue et l’ouverture dans la forme de trois mouvements italiens est reliée directement à l’action principale. Les appels de cors et les fanfares nous apprennent que la cour est à la chasse. Alors que le dernier accord s’éteint, la reine Alphise, reine de la Bactriane, renvoie son entourage et confie sa lassitude à sa confidente Sémire. Des festivités sont organisées pour son divertissement et on la presse de choisir un mari. Elle a décidé de n’épouser aucun des deux prétendants des princes Boréades (nommés Calisis et Borilée) et confesse à Sémire son amour pour Abaris, un étranger. Sémire la supplie de reconsidérer son choix, la mettant en garde contre la colère certaine de Borée. Borilée, plein de flatterie obséquieuse, puis Calisis pressent Alphise. La reine temporise, elle se soumettra à la décision d’Apollon dont on attend l’arrivée avec impatience. Calisis introduit alors une troupe de plaisirs et de grâces. Plusieurs danses alternant avec des petits airs font culminer la scène dans une ariette « Un horizon serein » chantée par Sémire. Avec une ironie marquante, elle compare le plaisir d’un jour de calme sur l’océan aux délices de l’amour et du mariage, les dangers d’une tempête soudaine aux tourments de la passion. Une contredanse en rondeau conclut l’acte.

### ActeII
Abaris est seul dans le temple d’Apollon ; le dieu ne semble pas avoir prêté attention à sa demande d’aide. Le grand-prêtre Adamas repense à l'époque où Abaris lui a été confié tout enfant par Apollon dans la promesse qu’on ne lui révélerait pas le secret de sa naissance avant qu’il ne se prouve digne du sang des dieux. Il appelle Abaris qui confesse son amour pour Alphise ; Adamas place tout son espoir dans sa valeur. Adamas commande à ses prêtres d’obéir à Abaris comme à lui-même jusqu’à ce que le nouveau roi soit désigné. La reine arrive en grande détresse, elle demande au prêtre d’intercéder auprès du dieu en sa faveur. Abaris, laissé seul avec elle, l’écoute raconter d’une manière très agitée un songe dans lequel Borée menace de détruire son palais et son royaume. Abaris proclame sa sympathie en appelant Apollon pour la protéger et, oubliant son statut de prêtre, déclare son amour. Alphise avoue alors ses sentiments pour lui. Entendant ses suivants approcher, elle essaie de modérer ses exclamations de joie qu’il transforme en un hymne de gloire à Apollon dans lequel les prêtres et les courtisans le rejoignent. Une nymphe chante un hymne à la liberté de l’amour loin des passions. Un ballet figuré est dansé mimant la légende de Borée et d’Orithye. Une entrée processionnelle d’Orithye et de ses suivantes portant les vases sacrés amène à un rigaudon, la danse d’Orithye en l’honneur d’Athéna. Cette danse est interrompue brutalement par l’arrivée de Borée. Calisis tire à point la morale : il faut écouter les injonctions de l'Amour quand le moment est venu et Borilée prédit que même le cœur le plus fier doit s’abandonner un jour à l’Amour. La danse qui suit est une loure suivie par une gavotte pour les suivants de Borée ainsi qu’une gavotte pour Orithye. Pendant ces célébrations, une lumière remplit le temple et les accords harmonieux des bois annoncent l’arrivée non d’Apollon, mais de l'Amour. Descendant de son char, il donne à Alphise une flèche avec ces mots ambigus : « Espère tout de ce trait enchanté, l’Amour lui-même te le donne. J’approuve ton penchant, c’est moi qui l’ai dicté ; mais le sang de Borée obtiendra la couronne. » L’acte se termine avec un chœur à la gloire de l’Amour et d’Apollon qu’Alphise et les deux prétendants interrogent : « Amour nous serais-tu contraire ou favorable ? »

### ActeIII
Alphise, seule. Ses pensées vont de l’horreur de son rêve et des conséquences du déplaisir de Borée, au charme de son amour et à ses espoirs de futur bonheur. Abaris s’approche : il s’inquiète de se voir sacrifié au trône et de perdre Alphise au bénéfice de ses rivaux. Elle l’assure à nouveau de son amour. Le chœur adresse un chant à Hymen et le peuple entre en procession solennelle : les suivants présentent un divertissement qui constitue une dernière tentative d'influencer le choix de la reine. Adamas presse celle-ci de choisir son époux, mais Alphise déclare à l’assemblée que, pour échapper au déplaisir du dieu et épouser l’homme qu’elle aime, elle doit cesser d’être leur reine. Elle demande alors à ses sujets de la relever de ses obligations royales et de choisir un roi à sa place. Très peu ébranlée par leur déconvenue, elle se tourne vers Abaris et lui offre la flèche magique. Humiliés en public, Calisis et Borilée réclament le trône. Outragé de les voir si présomptueux, Abaris bondit, prêt à prendre la défense de la reine. Alphise le calme : régnant à présent sur un cœur noble et sincère, elle « trouvera sa gloire en lui plaisant et le bonheur en l’aimant toujours ». De son côté, le peuple soutient la reine et l’époux qu’elle s’est choisi. Calisis et Borilée en appellent alors à Borée pour les venger. Une terrible tempête éclate avec des éclairs, du tonnerre et des tremblements de terre : les éléments sont déchaînés. Alphise est emportée par un tourbillon. Abaris et le chœur chantent une plainte qui termine l’acte.

### ActeIV
La tempête continue de faire rage pendant l’entracte. Les habitants terrifiés tentent de calmer Borée. Borilée apparaît et, au milieu de la foule qui pleure, il jure qu’il se vengera d’Alphise. Le peuple fait à nouveau appel au dieu implacable. Brusquement la tempête s’arrête et Abaris revient brisé et déçu. Il exprime son chagrin dans un air poignant « Lieux désolés », Adamas vient implorer son aide. Pour sauver « le peuple, le pays et la reine elle-même » Abaris doit abandonner son amour. Abaris tente de se frapper avec la flèche, Adamas l’en empêche lui rappelant que cette flèche a des pouvoirs secrets qui peuvent le mener à la victoire sur ses rivaux. À nouveau seul, Abaris en appelle à Apollon : « Dieu du Jour, hâtez-vous, secondez ma fureur, faites-moi transporter au lieu où l’on m’outrage, qu’Alphise en moi trouve un vengeur, mais n’en dérobez pas la gloire à mon courage. » La muse Polymnie répond à son appel. Deux gavottes évoquent non seulement les aires des Zéphirs mais aussi une horloge puis deux rigaudons ; un chœur et deux airs encouragent Abaris à voler sur la terre et la mer jusqu’au séjour du Tonnerre. Air d’Abaris contre les vents. Voyage. « Je vais fléchir un dieu sévère, il faut que ce jour éclaire mon triomphe ou mon trépas. »

### ActeV
Dans son domaine, au-delà du Vent du Nord, Borée commande aux Vents de renouveler leurs ravages sur la terre. Ils répondent faiblement à sa demande et, devant les menaces de Borée, indiquent que c’est « la voix d’un mortel qui les force au repos ». Alphise entre, poursuivie par Calisis et Borilée. Borée, furieux de son impuissance à soulever les Vents, prévient Alphise pour la dernière fois qu’elle doit prendre l’un des princes pour époux ou vivre une vie d’esclave : « Un empire ou des fers, ton sort est à ton choix. » Alphise n’est pas ébranlée par cette menace. Borée s’emporte de son obstination et exhorte ses servants à inventer de nouvelles tortures pour la faire vivre dans les tourments. Alors qu’on l’emmène couverte de chaînes, Abaris apparaît. Alphise le presse de s’enfuir et les Boréades se raillent de lui alors qu’il essaie de les arrêter. Ils le menacent de mort. Abaris fait briller sa flèche « qui étonne le dieu même »... Il blâme ses rivaux de leur orgueil et de leur ambition : « Vous voulez être craints, pouvez-vous être aimés ? » et les force au silence. Alors qu’ils succombent au charme de la flèche magique, le dieu du Jour arrive et déclare qu’Abaris est son propre fils qu’il eut d’une jeune Nymphe descendante de Borée. Borée doit reconnaître sa défaite et réunit les amants. Abaris, emporté de joie et de gratitude, touche à nouveau les princes de sa flèche pour briser l’enchantement. C’est la fin du jour, Apollon doit partir, il établit une éternelle lumière sur les sombres demeures de Borée. L’amour, le plaisir et la joie sont établis à la demande d’Apollon ; la compagnie commence à danser et les amoureux célèbrent leur triomphe. Après un pas de deux et deux menuets, Abaris dans une ariette compare l’amour à un ruisseau paisible qui se transforme en un torrent quand on le gêne. L’opéra se termine avec deux contredanses.

## Sources
- Philippe Beaussant (dir), Rameau de A à Z, Paris, Fayard, mai 1983, 397 p.  (ISBN 2-213-01277-6) p. 61-64
- (en) Cuthbert Girdlestone, Jean-Philippe Rameau : His life and work, New York, Dover Publications, coll. "Dover books on music, music history", 1969, 2e éd. (1re éd. 1957), 631 p.  (ISBN 0-486-26200-6) p. 309-320

## Discographie
- 1982 : English Baroque Soloists dirigé par John Eliot Gardiner et Monteverdi Choir (chœur)
  - Jennifer Smith : Alphise
  - Anne-Marie Rodde : Sémire
  - Edwige Bourdy : Polymnie
  - Martine Marche : une nymphe
  - John Aler : Calisis
  - Gilles Cachemaille : Borilée
  - Philip Langridge : Abaris
  - Jean-Philippe Lafont : Borée
  - François Le Roux : Adamas

3 CD (intégrale) Erato-MusiFrance (date de production : 1990)
1 CD (extraits) Erato-MusiFrance, 1995
1 CD (extraits) Le Voyage Musical, 1999
- 1986 : Suites d'orchestre, Orchestra of the 18th Century, dir Frans Brüggen CD Philips Classics
- 2003 : enregistré à l’Opéra Garnier (Paris) par Les Arts Florissants dirigés par William Christie
  - Mise en scène : Robert Carsen
  - Décors et costumes : Michael Levine
  - Lumières : Robert Carsen, Peter van Praet
  - Chorégraphies : Édouard Lock
  - Barbara Bonney : Alphise
  - Anna Maria Panzarella : Sémire
  - Paul Agnew : Abaris
  - Laurent Naouri : Borée
  - Toby Spence : Calisis
  - Stéphane Degout : Borilée
  - Nicolas Rivenq : Adamas, Apollon
  - Théo Joulia-Demory : l’Amour
- 2004 : 2 DVD Opus Arte, 16/9, son PCM ou Dolby Digital 5.1
- 2020 : Collegium 1704, dir. Václav Luks (3 CD Château de Versailles Spectacles)[2], Deborah Cachet, Caroline Weynants, Mathias Vidal, Benoît Arnould, Benedikt Kristjánsson; Trophées 2020, meilleur album de l'année (intégrale)[3]